# František Řehořek

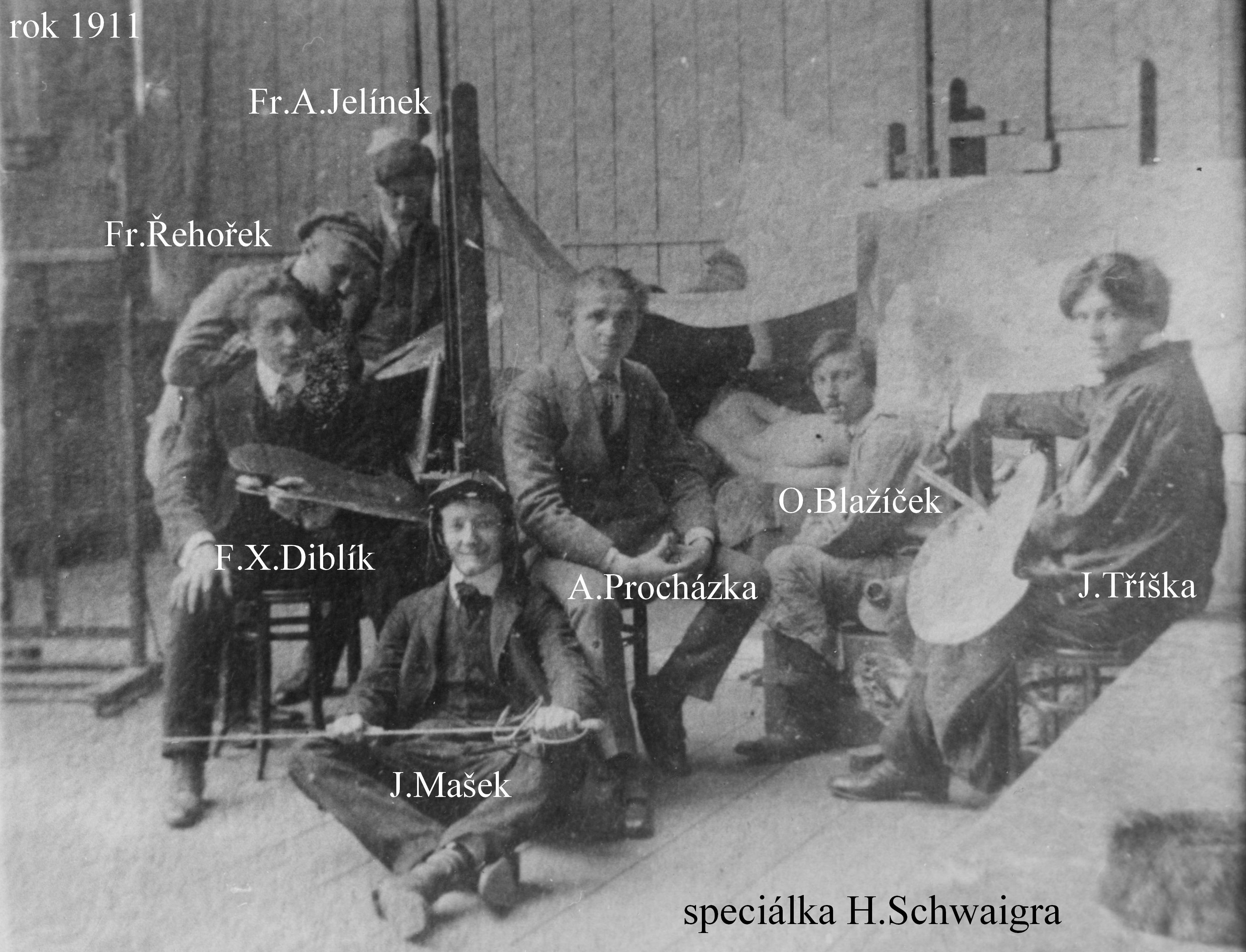
Speciálka profesora Hanuše Schwaigra na AVU v Praze, žáci: Fr. A. Jelínek, Fr. Řehořek, F. X. Diblík, J. Mašek, A. Procházka, O. Blažíček a J. Tříška, 1911

František Řehořek (26. listopadu 1890 Boskovice – 21. listopadu 1982 Kořenec) byl český akademický malíř.

## Život
Narodil se roku 1890 v Boskovicích. Jeho otec František Řehořek byl zahradníkem. Obecnou školu absolvoval ve svém rodišti a pokračoval ve studiu na boskovickém gymnáziu. V kvartě z gymnázia vystoupil a pokračoval v půlročním studiu na sochařské škole v Hořicích. V hořické škole se mu však nelíbilo, odjel do Prahy a byl přijat do soukromé malířské školy prof. Františka Ženíška ml., kde absolvoval jeden rok. V roce 1907 složil zkoušky na pražskou malířskou akademii a nastoupil do tzv. přípravky, kterou vedl prof. Bohumír Roubalík. Po ročním přípravném studiu pokračoval u prof. Vlaho Bukovace a v roce 1910 nastoupil do speciálky prof. Hanuše Schwaigra. V roce 1912 studia s úspěchem ukončil a vrátil se do Boskovic. Řehořkovým prvním výtvarným učitelem a celoživotním přítelem byl malíř Otakar Kubín.
Koncem roku 1913 Řehořek narukoval na vojnu do Jihlavy, ale mezitím vypukla 1. světová válka. Byl odvelen jako jednoroční dobrovolník na italskou frontu. Krátce na to byl převelen na východní frontu do Ruska. V Rusku ještě v roce 1914 padl do zajetí a ocitl se v lágru v „Narovčatu“ v „Penzenské gubernii“ poblíž Nižního Novgorodu. V ruském zajateckém táboře měl možnost malovat, které bohatě využil. Ze zajetí se domů do Boskovic vrátil na podzim roku 1918. Vzápětí však znovu narukoval a sloužil na vojně až do podzimu roku 1920.
Po vojně se vrátil domů, ale v roce 1922 se odstěhoval do Kořence. Zprvu byl v podnájmu a posléze si postavil vlastní domek a oženil se. Vzal si za ženu Marií Veselou, se kterou měl dceru a syna. V roce 1950 vystavoval svá díla v „Domě výtvarného umění“ v Praze. František Řehořek začínal jako figuralista, ale postupně maloval i krajinu, květiny a hlavně prosté lidi z okolí Kořence. Své malířské nadání si prohluboval studijními cestami do význačných evropských galerií. Maloval olejovými barvami, ale používal i temperu a akvarel. Zemřel v listopadu roku 1982 na Kořenci.